# デスクトップステーション
デスクトップステーション DesktopStationは、日本のデジタル鉄道模型システムの機器を開発するメーカーである。NMRA Manufacturer IDは140。
Arduino等のオープンハードウェアを使用した独自のハードウェアで、オープンソースでシステムを提供している。

## 製品
- DSair
- DSmain
- DSwatch